# John Antram
John Antram (mogelijk: Antrim), (Tauranga, 1936 - Ramsey, 28 mei 1958) was een Nieuw-Zeelands motorcoureur.
John Antram was al op jonge leeftijd gek op motorfietsen en toen hij er de leeftijd voor had begon hij onmiddellijk met het rijden van enduro- en trialwedstrijden. Hij was secretaris van de Tauranga Motorcycle Club, maar hij wilde per se in de Isle of Man TT starten. Hij kende veel winnaars uit het verleden uit zijn hoofd, inclusief de motorfietsen waarmee ze hadden gereden. Hij begon te sparen voor de overtocht naar het Verenigd Koninkrijk. Hoewel hij weinig ervaring had met wegraces was het toch zijn plan om in de zomer in Groot-Brittannië te gaan racen en in de winter weer deel te nemen aan trials en grasbaanraces.
Op zijn 21e vertrok hij naar Engeland, waar hij een 350cc-AJS 7R "Boy Racer" aanschafte. Tijdens de trainingen voor de Junior TT, op 28 mei, enkele dagen voor zijn 22e verjaardag en een week voor zijn eerste start in de TT van Man, verongelukte hij bij Cruickshanks Corner in het centrum van Ramsey toen zijn machine tegen een muur vloog.